# The Never Story
The Never Story è il primo album del rapper statunitense JID, pubblicato nel 2017 da Dreamville, Interscope e Spillage Village Records.

## Descrizione
| Recensione   | Giudizio |
| ------------ | -------- |
| AllMusic     | positivo |
| HipHopDX     | [ 2 ]    |
| Sputnikmusic | [ 3 ]    |
| XXL          | [ 4 ]    |

Il disco è accolto molto positivamente dalla critica: secondo Complex, HipHopDX e Rolling Stone, è uno dei migliori album hip hop dell'anno. Per Rolling Stone è il nono miglior prodotto hip hop del 2017 e uno dei più promettenti della scena.
Pur uscendo da Atlanta, JID non affronta il tema musicale dominante della città, completando un album che ricorda i suoni della New York degli anni novanta.

## Tracce
1. Doo Wop – 1:15 – Sean McVerry
2. General – 3:18 – Latrell James, OZ the Additive
3. NEVER – 4:01 – Christo, Childish Major
4. EdEddnEddy – 2:20 – Hollywood JB
5. D/vision (featuring EarthGang) – 4:25 – J. Cole
6. Hereditary – 4:03 – Tha Officialz, Childish Major (prod. agg.)
7. All Bad (featuring Mereba) – 4:51 – Hollywood JB
8. Underwear – 3:34 – Christo
9. 8701 (featuring 6lack) – 1:51 – Childish Major
10. Hoodbooger – 2:36 – SMKA
11. Somebody – 3:35 – The Imaginary Kids, Christo (prod. agg.)
12. LAUDER – 4:02 – J. Cole, Christo (prod. agg.)

## Classifiche
| Classifica (2017) | Posizione massima |
| ----------------- | ----------------- |
| Stati Uniti       | 197               |